# Hold the Line
Hold the Line är en sång skriven av David Paich och inspelad av Toto till gruppens debutalbum Toto, utgivet 1978. Den släpptes också som gruppens allra första singel och blev en stor hit. Den har spelats på nästan alla av de närmare tusen Totokonserter som hållits.

## Listplaceringar
| Lista (1978-1979) | Topplacering |
| ----------------- | ------------ |
| Nederländerna     | 19           |
| Nya Zeeland       | 11           |
| Storbritannien    | 14           |
| Sverige           | 3            |

### Fotnoter
1. ↑  ”Listplacering”. http://dutchcharts.nl/showitem.asp?interpret=Toto&titel=Hold+The+Line&cat=s. Läst 5 juli 2011.
2. ↑  ”Listplacering”. Arkiverad från originalet den 10 oktober 2013. https://web.archive.org/web/20131010195557/http://charts.org.nz/showitem.asp?interpret=Toto&titel=Hold+The+Line&cat=s. Läst 5 juli 2011.
3. ↑  ”Listplacering”. Arkiverad från originalet den 25 maj 2012. https://archive.is/20120525163956/http://www.chartstats.com/release.php?release=7947. Läst 5 juli 2011.
4. ↑  ”Listplacering”. http://www.swedishcharts.com/showitem.asp?interpret=Toto&titel=Hold+The+Line&cat=s. Läst 5 juli 2011.